# Hadromys
Hadromys és un gènere de rosegadors de la família dels múrids. Aquest grup conté dues espècies vivents, que viuen al nord-est de l'Índia i el sud de la Xina, i una d'extinta, que visqué durant el Plistocè inferior en allò que avui en dia és el Pakistan. Tenen una llargada de cap a gropa de 10–14 cm, una cua d'11–14 cm i un pes de 40–80 g. El nom genèric Hadromys significa 'ratolí robust'.